# Kuru (rijeka)
Kuru, ili Chel je potok u južnosudanskim državama Zapadni Bahr el Ghazal i Sjeverni Bahr el Ghazal. To je jedan od izvorišnih tokova rijeke Lol.

## Tok rijeke
Kuru izvire na jugu Zapadnog Bahr el Ghazala na granici sa Srednjoafričkom Republikom. Teče prema sjeveru, prolazeći cestu koja ide prema zapadu do Deim Zubeira od Ibre na istočnoj obali, i ulazi u Sjeverni Bahr el Ghazal. S lijeve strane prima pritok Biri na državnoj granici.
Rijeka prolazi Aroyo i prima glavni pritok s lijeve strane istočno od rezervata divljači Ashana. Rijeka nastavlja prema sjeveru kako bi se spojila s rijekom Magadhik između Marial Baija na zapadu i Nyamlella na zapadu. sutokom ovih potoka nastaje rijeka Lol.